# 最弱テイマーはゴミ拾いの旅を始めました。
『最弱テイマーはゴミ拾いの旅を始めました。』（さいじゃくテイマーはゴミひろいのたびをはじめました）は、ほのぼのる500による日本のライトノベル。作者による略称は「最弱テイマー」。2018年11月より小説家になろうに投稿され、書籍化が単行本版は2019年11月からTOブックスより、児童書版は2022年7月からTOジュニア文庫（TOブックス）よりそれぞれ行われている。イラストは、単行本版はなま、児童書版はTobiがそれぞれ担当している。2024年9月時点で電子版を含めたシリーズ累計部数は170万部を突破している。
メディアミックスとして、蕗野冬によるコミカライズがウェブコミック配信サイト『COMICコロナ』（TOブックス）にて、2020年2月から連載されていたが、同社が新たにウェブコミック配信サイト『コロナEX』を開設し最新話はそちらで掲載するようになった。2022年11月からはスピンオフ漫画『私立オードグズ学園中等部！〜異の国（？）でもやっぱりゴミ拾いしてました〜』も同サイトにて連載中。また、テレビアニメが2024年1月から3月まで放送された。

## あらすじ
神から与えられたスキルと星（スキルの強さ）が重要視される世界。ラトミ村の娘・フェミシアが5歳の時に授かったのは、星なしのテイマースキルだけだった。フェミシアは忌み子として家族から見放され、近くの森で暮らすようになる。占い師のお婆さんだけが偏見無く接し、森を訪れては援助や助言をしてくれていた。
フェミシアが8歳の時、占い師は風邪を拗らせて死亡、村長や家族に占い師が死んだのは忌み子と関わったからだと殺されそうになったフェミシアは、生前に占い師に言われていたオトルワ町を目指し、フェミシアという名前を捨て、アイビーと名乗って旅に出る。
道中では罠で捕まえた野ネズミを売ったり、ゴミ捨て場のゴミを漁ったりしながら旅を続け、森で最弱種の魔物である崩れスライムをテイムしソラと名付ける。

## 登場人物
特に記載がない場合、声はテレビアニメまたはドラマCDの担当声優を示す。

### 主要人物
フェミシア / アイビー
声 - 鈴木愛奈
本作の主人公。かすかに日本人であった前世の記憶を持つ少女。故郷を出た時は8歳。気弱でやさしい性格。通常この世界の人間は2つ以上のスキルを授かるが、アイビーが授かったのは星なしのテイマースキル一つだけだった。星なしと判明してから家族にさえも冷遇され、命まで狙われ始めたためラトミ村を脱走。元々のフェミシアという名前を捨て、アイビーと名乗ってオトルワ町へ目指す旅を始めた。
村長によって不吉な忌み子ということにされ、指名手配されるほどラトミ村に徹底的に追いかけられている。そのため素性を隠し、道中で路銀を稼ぎながらオトルワ町へ向かっている。
オトルワ町へ向かう道中から何者かの嫌な視線を感じ、オトルワ町で人身売買組織の暗躍と自分も狙われていることを知り、ソラの悪意ある人間を判別できる能力を使い、人身売買組織の大規模な摘発に貢献する。
前世の記憶はアイビー自身の意識とは完全に別物となっており、前世の名前も思い出せない状態だが、時折語り掛けるように情報を出してくる。
ソラ
声 - 田村睦心
スライムの中でも最弱種の崩れスライム。アイビーにテイムされてソラと名付けられる。崩れスライムは「崩れ」とあるように溶けかけたような外見をしており、少し強い風で飛ばされるほど弱い。通常は生まれて1日で崩れて消滅するが、何故か生き延びている。その後も通常のスライムと同じように雫状の外見を保てるようになり、跳ねて移動できるようになる、「ププー」などの発言が出来るようになるなど、少しずつ進化している。
ポーションを好んで飲んでいたところ、患部に覆い被さることで怪我を治療する能力を得た。
最初は青いポーションしか飲まなかったが、次第に別の色のポーションも飲むようになる。
また、相手が悪意を持っているかどうかが分かる、というスキルとは異なる特殊能力を持っており、ラトメ村に入る際、密造酒を持ち込もうとした男に反応したことで発覚。後に人身売買組織の捜査にも活用されることとなった。
崩れスライムは弱すぎて、通常のテイマーが契約しようとすると死んでしまうため、特に能力の弱い星無しであるアイビーだからこそ契約できた存在である。そのため、互いに互いが出会うために生まれた、とアイビーは考えている。
シエル
声 - 麦穂あんな
上位魔物アダンダラ。大きな黒豹の魔物。本来は上位冒険者5チーム以上で挑まなければ倒せないほど凶暴な魔物である。
瀕死の状態で倒れていたところをアイビーに発見され、ソラの治癒能力で助けられる。それ以来アイビーになつき、一緒に旅をしている（スキルの性能不足のためテイムされているわけではなく、自らの意思で同行している）。
自分が見られてはいけないことを察して自ら森の中に隠れるなど、知能はかなり高い。
また、路銀を得るための狩りを手伝ったり、戦う力の無いアイビーの護衛となり、アイビーに襲いかかる悪党を逆に成敗している。
テイムもされていない魔物であるため基本的に人前に出ないようにしている。また町中には入ることも出来ず、アイビーが町の中にいる時は、近くの森の中でアイビーを待ちつつ自由に過ごしている。
アダンダラは強い子供だけを育てる習性を持ち、10歳までは親元で育てられるが、シファルの見立てではシエルは2、3歳ほどで、弱い子供と判断されて群れから追われたと推測し、アイビーと出会った時の怪我は親から受けた物と思われる。
ドルイド
声 - 小野大輔
オール町の中位冒険者。商隊の護衛依頼でモンスターをおびき寄せる幸香という道具によってモンスターの襲撃を受けて瀕死の重傷を負っていたところをアイビー達に発見されて治癒を受けて右手を失うが一命を取り留める。

### ラトメ村
オグト
声 - 三宅健太
ラトメ村自警団の隊長。48歳。
右頬に傷がある強面で、アイビーには第一印象で「怖そう」と思われるが、根は善人。猪突猛進な性格で、一度思い込みをすると周りが見えなくなり迷惑をかけることがある。
ラトメ村にきたアイビーを口減らしでラトミ村を追放されたと思い込み、テントを売るラグの店を紹介した。また部下であるロイグルトに「アイビーが一人でテントが張れるか見守って欲しい」と頼んでおり、これがアイビーからテントを奪おうとする冒険者達の企みを阻止することとなった。
実はアイビーが偽名であることは後からラトミ村を調べて把握しており、アイビーとの会話の最中スキルの星の数の話題で口を噤んだため、星の数に追放の原因があると予想している。しかし他人を信用しきれないアイビーから事情を聞き出すことはできず、星の数のことは気にしないことを遠回しに伝えた後、ラトメ村を後にするアイビーを見送った。
ヴェリヴェラ
声 - 鳥海浩輔
ラトメ村自警団の副隊長。47歳。
暴走しがちなオグトのブレーキ役。
ロイグルト
声 - 中島ヨシキ
ラトメ村自警団に所属する男。冒険者広場の管理を担当している。
広場に来たアイビーに、トラブルを避けさせる為安全な場所を案内した。
また、上司のオグトから「アイビーが一人でテントが張れるか見守って欲しい」と頼まれた為アイビーを見守っており、言いがかりをつけてアイビーからテントを奪おうとする冒険者達の企みを阻止し捕縛。アイビーには迷惑料として新品のポーションを渡した。
ラグ
声 - 高橋伸也
ラトメ村で店を構える白髪と白髭の男性。アイビーに5ギダルで最新式のテントを売り、さらに所持金を隠すための正規品の小さなマジックバッグをあげた。
オグトに対しては過去になにかあったのか、「売るようなものは無い」「面倒な客」と対応が辛辣になっている。

### オトルワ町
セイゼルク
声 - てらそままさき
オトルワ町で活動している上位冒険者グループ『炎の剣』のリーダー。42歳。
見た目は強面だが、優しい性格をしている。
オトルワ町の近郊に現れたオーガの群れを討伐しに赴いた時にアイビーと遭遇。それから一緒に料理を食べるなど親しく交流していたが、アイビーが嫌な視線を感じると打ち明けたことで組織のことを教える。その後にミーラに怯えていることに気付き、オトルワ町に戻った後にミーラ達を見張っていたことで彼らが組織の者と知る。
ラットルア
声 - 八代拓
『炎の剣』の一員。31歳。
天真爛漫な性格で面倒見が良い。アイビーを弟（見た目や男の子のように振舞っていたため）のように可愛がっており、よく気に掛けているが過保護すぎてよくセイゼルクやヌーガに頭を叩かれる。甘党。料理がかなり下手で、彼が料理当番の時はかなり嫌がれる。
アイビーがミーラに怖がっていることを最初に気付き、さりげなくアイビーを助けていた。その後、ミーラ達を仲間だと信じたい思いもありつつもアイビーを信じてミーラ達を見張り、彼らが組織の者と知る。
シファル
声 - 千葉進歩
『炎の剣』の一員。
マイペースな性格。恋人がいる。
ヌーガ
声 - 間宮康弘
『炎の剣』の一員。
色黒の巨漢。食い意地が張っており、肉が好き。
ボロルダ
声 - 杉田智和
上位冒険者グループ『雷王』のリーダー。44歳。
強面のスキンヘッドの男。頼りになる存在だが、仲間を呼び間違えたり予備の剣を忘れたり等、どこか抜けている。
オーガの群れの討伐隊のリーダーとして赴いていた時に、ミーラ達に紹介される形でアイビーと対面。
リックベルト
声 - 安元洋貴
『雷王』の一員。愛称「リック」。44歳。
人の顔を覚えるのが得意で、1度見た顔は忘れない。見かけによらず可愛いもの好きで、ソラをかなり気に入っている。
酒癖が悪く、その日によって酔い方（笑い酒、絡み酒、自慢酒）が変わる上に翌日には綺麗に忘れる。
マルマとは幼馴染で命の恩人でもあるが、彼含む『緑の風』が組織の一員と知ると、かなりショックを受けていた。
ロークリーク
声 - 勝杏里
『雷王』の一員。愛称「ロー」。マールリークとは名前は似ているが兄弟ではない。
金髪短髪の男性。妻子持ちで、息子が2人いる。
マールリーク
声 - 中井和哉
『雷王』の一員。愛称「マール」。ロークリークとは名前は似ているが兄弟ではない。
色黒のスキンヘッドの男性。
ログリフ
声 - 稲田徹
オトルワ町の冒険者ギルドのギルドマスター。
バークスビー
声 - 前野智昭
オトルワ町の自警団団長。
アグロップ
声 - 浪川大輔
オトルワ町の自警団副団長。
フォロマロ
オトルワ町の冒険者ギルドの財務管理者。
フォロンダ
声 - 森川智之
オトルワ町を治める領主。

#### 組織
ミーラ
声 - 井上麻里奈
中位冒険者グループ『緑の風』の女性。28歳。トルトとマルマの妹。アイビーと同じくスライムをテイムしている。
『炎の剣』や『雷王』とも親しく交流していたが、実は兄妹とも人身売買組織の構成員。アイビーを狙っていたが、最初にソラから悪意ある人物と見抜かれたことで、組織の大量摘発のきっかけとなる。
コミカライズ版では、組織の加わった経緯が描かれており、依頼の失敗で借金を抱えていた時にとある貴族から血塗れの武器の廃棄の依頼を受ける。後ろ暗い事案だと悟って手を引こうと思っていたが、兄達が見返りの大金に目が眩み、自身も抜け出せずそのまま組織の一員となってしまう。
アニメ版では、実は最近悪事に嫌気がさしており、摘発の際抵抗しなかったことで比較的穏便な罰則となった。
トルト、マルマ
声 - 土岐隼一
中位冒険者グループ『緑の風』の双子。31歳。ミーラの兄達。
人身売買組織の構成員。オトルワ町の外れにある洞窟に大勢の犯罪者達を匿っていた。
アニメ版では、ミーラと違い悪事に積極的で最後まで抵抗したが、ラットルアに倒され拘束される。
ファルトリア
声 - 上田燿司
オトルワ町の伯爵。
温厚な性格で、11年前の盗賊に襲われた冒険者家族の子供を危険を顧みずに救ったことでオトルワ町の人々から強く慕われている。
だが、その正体は人身売買組織の幹部にあたる人物で、11年前の事件も人々から信頼されるための自作自演であったとアイビーは推測する。
マルガジュラ
声 - 綿貫竜之介
オトルワ町の自警団団員だが、その正体は人身売買組織の構成員である。
ガボジュラ
声 - 綿貫竜之介
オトルワ町の自警団団員だが、その正体は 人身売買組織の構成員である。バークスビーが後任を任せてもいいと思っていたほどの有能な人物だった。
ハグ
声 - 髙橋伸也
トルワ町の甘味処「ママロコ」の店主。しかし、その正体は人身売買組織の構成員。

### ラトミ村
ルーバ
声 - 平野文
故人。星1の占いスキルを持つラトミ村の占い師で、ザロの収穫時期を占っていた。星なしと判明し冷遇されているアイビーに、1人での生き方を教えた。
ある時風邪をこじらせて死亡。教会によって「星なしの世話をしたため呪いを受けた」ということにされ、フェミシアの命を狙う理由にされてしまった。また、ザロの収穫時期を把握できる人が居なくなったため、ザロの収穫量が大きく減りラトミ村が困窮する事態となった。
村長
声 - 松本大
ラトミ村の村長。星1でありながら活躍し、自分より慕われているルーバを快く思わず、村長に就任した際、風邪を引いたルーバに風邪薬を渡さなかったため風邪が悪化して彼女は死亡し、更に死亡の原因をアイビー（フェミシア）に擦り付けた。しかし、ルーバがいなくなったことでザロの収穫が難しくなり、大不作に陥ってラトミ村は困窮し、多数の村人の脱走という形で、村長自身が損害を受けることとなった。
タブロ
声 - 山本兼平
アイビー（フェミシア）の父親。教会の教えに深く心酔しており、当初は大切にしていたアイビーが星なしと判明すると一変し、虐待するようになる。村長派でもあり、村長とアイビーを殺す相談をしていたところをアイビーが立ち聞きしていたため、逃亡を許してしまう。
フルフェ
声 - 豊口めぐみ
タブロの妻でアイビー、フェトン、フェシーラの母親。星2の裁縫スキル。アイビーが星なしと判明すると、無視していない者と扱いとして扱う。
フェトン
声 - 斎藤楓子
アイビーの兄。星3の家具製作スキル。アイビーが星なしと判明すると、両親を悲しませたと罵声を浴びせる。
フェシーラ
声 - 劉セイラ
アイビーの姉。星1の癒しスキル。アイビーを気にかけてはいたものの、保身のために助けようとはしなかった。

## 用語
スキル
この世界で5歳になると神から授かる特殊能力。基本的に2つ授かる。能力は料理・裁縫・剣術・防御などの肉体動作の補佐になるものから、魔法を扱えるようになるものまで様々。
スキルには等級が存在し、星の数で表される。星の数が多い程スキルの性能が高い。
アイビーは何故か星の数が0の「星無し」のテイマースキル、しかもその一つだけしか授かれなかった。
正規品・中古品
文字通り正規に新造されたものと、誰かが使い古したもの。中古品は正規品よりも性能が劣化している。
アイビーの持っているアイテムはゴミ捨て場で拾ったものが主な入手経路であるため、大半が中古品である。
マジックバッグ
見た目よりも大量の物を入れる事ができ、更に入れた物の重さが無視される魔法のバッグ。ただし容量に限界があり、限界になると入らなくなる。
アイビーが持っているものは中古品であるため正規品よりも容量が少なく、また重さを無視する機能が停止し物を入れただけ重くなってしまうものもある。これに対応するため、アイビーは常に多数のマジックバッグを持ち運んでいる。
冒険者広場
村のどこかにある何も無い広場。冒険者は基本的にここでテントを張って寝泊まりをする。
単に広場だけがあるものから、トラブルに対応する管理者がいるものなど状態は村ごとにさまざま。
ゴミ捨て場
名前通りのゴミ捨て場。アイビーは基本的にここでアイテムを入手している。
ダル・ギダル・ラダル
この世界の通貨。ダルは銅貨、ギダルは銀貨、ラダルは金貨。
ザロ
ラトミ村で栽培されている野菜。ラトミ村の環境でしか育たず、収穫したザロを周辺の村に売ることがラトミ村の重要な収入源となっている。
収穫時期の判断が難しく、少しでもズレると売り物にならなくなってしまうため、ザロを安定して供給するには占い師のスキルを持つ人物に収穫時期を占ってもらうことが必須である。
その占い師であるユーバを現・村長が故意に見殺しにした結果、ザロの収穫がままならなくなって大量の不作を生じてラトミ村は困窮してしまう。
冒険者ギルド
冒険者に対して魔物討伐などの依頼を斡旋するギルド。
登録にはスキルの申告が必須であるため、星無しのアイビーは関わる事ができなかった。
商業ギルド
商売を管理するギルド。
この世界では銀行の役割も担っており、お金の預かりもできる。
組織
オトルワ町の裏に根付いていた人身売買組織。
主に女子供の誘拐と人身売買を生業としている以外の全容は不明で、8年前に組織から逃げて来た子供が保護されたことで存在が発覚。捜査を行っても各地・各組織に潜伏する内通者によって悉く裏を掻かれてアジトがもぬけの殻だったり潜入した捜査員が殺されたりなど狡猾に暗躍していた。
しかし、アイビーとソラの活躍で、組織に組していた者達が次々と発覚し、アイビーの拙速を貴ぶ作戦が功を奏して大勢の組織の構成員を摘発。その摘発で組織に組していた市民や冒険者、自警団員や貴族までも捕まり、後の調査で王族に顔が利く者までも組織に関与しているという想像以上に巨大な組織の全容に国が揺れるほどの一大事となった。

## 既刊一覧

### 小説
- ほのぼのる500（著）・なま（イラスト） 『最弱テイマーはゴミ拾いの旅を始めました。』 TOブックス、既刊13巻（2025年1月15日現在）

| 巻数 | 発売日         | ISBN              |
| ---- | -------------- | ----------------- |
| 1    | 2019年11月9日  | 978-4-86472-876-8 |
| 2    | 2020年4月10日  | 978-4-86472-956-7 |
| 3    | 2020年10月10日 | 978-4-86699-058-3 |
| 4    | 2021年4月20日  | 978-4-86699-199-3 |
| 5    | 2021年8月20日  | 978-4-86699-305-8 |
| 6    | 2022年2月19日  | 978-4-86699-455-0 |
| 7    | 2022年6月20日  | 978-4-86699-549-6 |
| 8    | 2022年11月19日 | 978-4-86699-633-2 |
| 9    | 2023年6月10日  | 978-4-86699-857-2 |
| 10   | 2024年1月15日  | 978-4-86794-043-3 |
| 11   | 2024年2月15日  | 978-4-86794-077-8 |
| 12   | 2024年7月20日  | 978-4-86794-258-1 |
| 13   | 2025年1月15日  | 978-4-86794-423-3 |

- ほのぼのる500（著）・Tobi（イラスト）・なま（キャラクター原案） 『最弱テイマーはゴミ拾いの旅を始めました。』 TOブックス〈TOジュニア文庫〉、既刊7巻（2024年7月1日現在）

| 巻数 | 発売日        | ISBN              |
| ---- | ------------- | ----------------- |
| 1    | 2022年7月1日  | 978-4-86699-563-2 |
| 2    | 2022年10月1日 | 978-4-86699-677-6 |
| 3    | 2023年1月14日 | 978-4-86699-735-3 |
| 4    | 2023年7月1日  | 978-4-86699-884-8 |
| 5    | 2024年1月15日 | 978-4-86794-024-2 |
| 6    | 2024年2月1日  | 978-4-86794-071-6 |
| 7    | 2024年7月1日  | 978-4-86794-223-9 |

### 漫画
- 蕗野冬（漫画）・ほのぼのる500（原作）・なま（キャラクター原案） 『最弱テイマーはゴミ拾いの旅を始めました。』 TOブックス〈コロナ・コミックス〉、既刊7巻（2025年1月15日現在）

| 巻数 | 第1刷発行日   | 発売日         | ISBN              |
| ---- | ------------- | -------------- | ----------------- |
| 1    | 2020年8月1日  | 2020年7月15日  | 978-4-86699-019-4 |
| 2    | 2021年5月1日  | 2021年4月15日  | 978-4-86699-197-9 |
| 3    | 2022年3月1日  | 2022年2月15日  | 978-4-86699-450-5 |
| 4    | 2022年12月1日 | 2022年11月15日 | 978-4-86699-635-6 |
| 5    | 2023年7月1日  | 2023年6月15日  | 978-4-86699-862-6 |
| 6    | 2024年3月1日  | 2024年2月15日  | 978-4-86794-074-7 |
| 7    | 2025年2月1日  | 2025年1月15日  | 978-4-86794-413-4 |

- 雨銛（漫画）・ほのぼのる500（原作）・なま（キャラクター原案） 『私立オードグズ学園中等部！〜異の国（？）でもやっぱりゴミ拾いしてました〜』 TOブックス〈コロナ・コミックス〉、全3巻

| 巻数 | 発売日        | ISBN              |
| ---- | ------------- | ----------------- |
| 1    | 2023年6月15日 | 978-4-86699-863-3 |
| 2    | 2024年1月15日 | 978-4-86794-051-8 |
| 3    | 2024年9月14日 | 978-4-86794-310-6 |

## メディア展開

### ドラマCD
2022年11月にドラマCD1作目、2024年1月に2作目が発売された。いずれもドラマCD限定完全オリジナルストーリー。
- 出演
  - 1・2共通
    - アイビー：鈴木愛奈
    - ソラ：田村睦心
    - ドルイド：小野大輔
    - シエル：麦穂あんな

  - 1のみ
    - オグト：三宅健太
    - ヴェリヴェラ：鳥海浩輔
    - ラットルア：八代拓
    - セイゼルク：てらそままさき
    - シファル：千葉進歩
    - ヌーガ：間宮康弘

  - 2のみ
    - フレム：金元寿子
    - ゴトス：小林親弘
    - 師匠：黒田崇矢
    - ドルマイ：土師孝也
    - リスシカ：伊藤美紀
    - シリーラ：小清水亜美

### テレビアニメ
2022年11月にアニメ制作が発表。2024年1月から3月までTOKYO MXほかにて放送された。

#### スタッフ
- 原作 - ほのるぼのる500
- 原作イラスト - なま
- 総監督 - 山内重保[7]
- 監督 - 堀内直樹[7]
- シリーズ構成・脚本 - 高山カツヒコ[7]
- キャラクターデザイン - 胡峰誠、池田結姫[7]
- モンスターデザイン - 今門卓也
- プロップデザイン - W18、今門卓也
- 美術監督 - 井上俊英、松宮正純
- 色彩設計 - 吉田あゆ実
- 美術設定 - 松宮正純
- 撮影監督 - 藤島明弘
- 3Dディレクター - シスターン・ルカ
- 編集 - 仙土真希
- 音響監督 - 渡辺淳
- 音楽 - 夢見クジラ[7]
- 音楽制作 - Lantis[7]
- 音楽プロデューサー - 板野美沙
- プロデューサー - 蔡愛蓮、小林大介、曹聡、横山裕和、臼倉竜太郎、外川明宏、松井優子、田中勇丞、小西裕貴、小澤文啓
- アニメーションプロデューサー - 陸星程
- アニメーション制作 - STUDIO MASSKET[7]
- 製作 - 「最弱テイマー」製作委員会

#### 主題歌
「果てのない旅」
鈴木愛奈によるオープニングテーマ。作詞は金子麻友美、作曲は夢見クジラ、編曲は夢見クジラ、大沢圭一。
「because」
丁によるエンディングテーマ。作詞・作曲・編曲は丁。

#### 各話リスト
| 話数   | サブタイトル   | 絵コンテ      | 演出              | 作画監督                                    | 総作画監督                        | 初放送日       |
| ------ | -------------- | ------------- | ----------------- | ------------------------------------------- | --------------------------------- | -------------- |
| 第1話  | ひとりの旅へ   | 山内重保      | 山内重保          | 葉増堯 清水勝也                             | 李少雷                            | 2024年 1月12日 |
| 第2話  | ラトト村へ     | 吉田英俊      | 堀内直樹          | 清水和也 葉増堯                             | 胡峰誠                            | 1月19日        |
| 第3話  | 追憶の日へ     | 竹内光        | 雄谷将仁          | 江湧 YUKI                                   | 池田結姫 胡峰誠                   | 1月26日        |
| 第4話  | 思わぬ事態へ   | 檜垣賢一      | 檜垣賢一          | 劉雲留 江湧 楊國福 清水和也                 | 李少雷                            | 2月2日         |
| 第5話  | ラトメ村へ     | 佐沼ケン      | 佐沼ケン          | 葉増堯 江湧 楊國福 朱至峰                   | 森川侑紀 今門卓也                 | 2月9日         |
| 第6話  | 想い彼方へ     | PENNY HUNG    | PENNY HUNG        | 葉増堯 森木靖泰 林盁秀 YUKI                 | 池田結姫 胡峰誠                   | 2月16日        |
| 第7話  | 冒険の道へ     | 大倉雅彦      | STUDIO MASSKET    | 今門卓也 森川侑紀 蓋春垚 劉雲留 葉増堯      | 李少雷                            | 2月23日        |
| 第8話  | 危険な町へ     | 吉田英俊      | 堀内直樹          | 葉増堯 YUKI                                 | 胡峰誠 李少雷                     | 3月1日         |
| 第9話  | 組織との対決へ | 佐沼ケン      | 佐沼ケン          | 葉増堯 劉雲留 楊國福                        | 森川侑紀 池田結姫 今門卓也        | 3月8日         |
| 第10話 | 事件の渦中へ   | 三田浩士      | 白石道太          | 葉増堯 杭新华 STUDIO MASSKET MARU Animation | 胡峰誠 李少雷                     | 3月15日        |
| 第11話 | 戦へ           | 吉田英俊      | 雄谷将仁          | 葉増堯 劉雲留                               | 森川侑紀 池田結姫 今門卓也        | 3月22日        |
| 第12話 | 三人の旅へ     | 佐沼ケン 孫猛 | 佐沼ケン 堀内直樹 | 葉増堯 葉宇静 楊國福 劉雲留 蓋春垚          | 森川侑紀 池田結姫 今門卓也 胡峰誠 | 3月29日        |

#### 放送局
| 放送期間                | 放送時間                     | 放送局         | 対象地域   | 備考                                   |
| ----------------------- | ---------------------------- | -------------- | ---------- | -------------------------------------- |
| 2024年1月12日 - 3月29日 | 金曜 23:00 - 23:30           | TOKYO MX       | 東京都     | 製作参加 / 字幕放送                    |
|                         |                              | BS朝日         | 日本全域   | 製作参加 / BS/BS4K放送 / 『アニメA』枠 |
| 2024年1月14日 - 3月31日 | 日曜 2:30 - 3:00（土曜深夜） | 朝日放送テレビ | 近畿広域圏 | 『ANiMAZiNG2!!!』枠                    |
|                         | 日曜 21:00 - 21:30           | AT-X           | 日本全域   | CS放送 / 字幕放送 / リピート放送あり   |

| 配信開始日    | 配信時間                   | 配信サイト                                                                                         |
| ------------- | -------------------------- | -------------------------------------------------------------------------------------------------- |
| 2024年1月12日 | 金曜 23:30 更新            | dアニメストア dアニメストア for Prime Video dアニメストア ニコニコ支店                             |
| 2024年1月14日 | 日曜 23:00 更新            | Lemino Amazon Prime Video U-NEXT アニメ放題 ABEMA DMM TV バンダイチャンネル Hulu TVer niconico FOD |
| 2024年1月15日 | 月曜 0:00（日曜深夜） 更新 | J:COM STREAM TELASA milplus auスマートパスプレミアム                                               |

#### BD
| 巻  | 発売日       | 収録話         | 規格品番   |
| --- | ------------ | -------------- | ---------- |
| BOX | 2024年6月5日 | 第1話 - 第12話 | ABCX-00338 |